# Єлисей
Єлисе́й (івр. אֱלִישַׁע — Елі́ша («мій Господь є спасіння»), дав.-гр. Ἐλισσαίος, лат. Eliseus, староцерк.-слов. Е҆лїссе́й, араб. اليسع, Аль-Я́са) — біблійний пророк і чудотворець з гори Кармель в Ізраїлі, спадкоємець пророка Іллі. У Біблії його називають чоловіком Божим. Він теж є пророком в ісламі під йменням Аль-Яса.

## Народження Єлисея

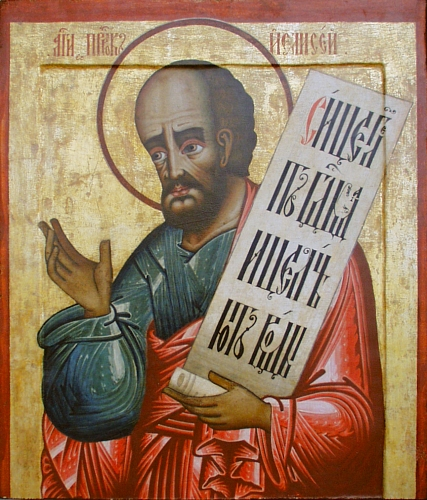
Ікона Святого пророка Єлисея (іконостас Преображенської церкви в монастирі Кіжі в Карелії)

Святий пророк Єлисей був сином Сафата з коліна Рувимового. Він народився у місті Авел-Мехола (2 Цар. 19:16) і був великим чудотворцем. За його народження було декілька чудес: у місті Силом, далеко від Єрусалима, був золотий телець, якому ізраїльтяни, розбещені в ідолопоклонстві, поклонялися, як Богові, і приносили жертви. У мить народження Єлисея цей бездушний телець так голосно закричав, що рев його було чути навіть у Єрусалимі. Тоді, як усі дуже дивувалися цьому, якийсь священик, сповнений Святого Духа, сказав: «Великий пророк Божий народився нині, і він матиме зруйнувати бовванів і скрушити сильних!»

## Єлисей— чудотворець і спадкоємець пророка Іллі
За наказом Божим Ілля помазав святою оливою Єлисея на свого послідовника. Дух Божий почив на новому пророці Єлисеєві, який зробив багато чудес. Одного разу йшов Єлисей до Вефіля, де люди поклонялися золотому теляті. У Вефілі підбігли до нього хлопчики, висміювали пророка і кричали: «Сюди, лисий!» Пророк прокляв був їх іменем Господнім і зразу з лісу вийшли дві ведмедиці і розірвали сорок двох дітей.

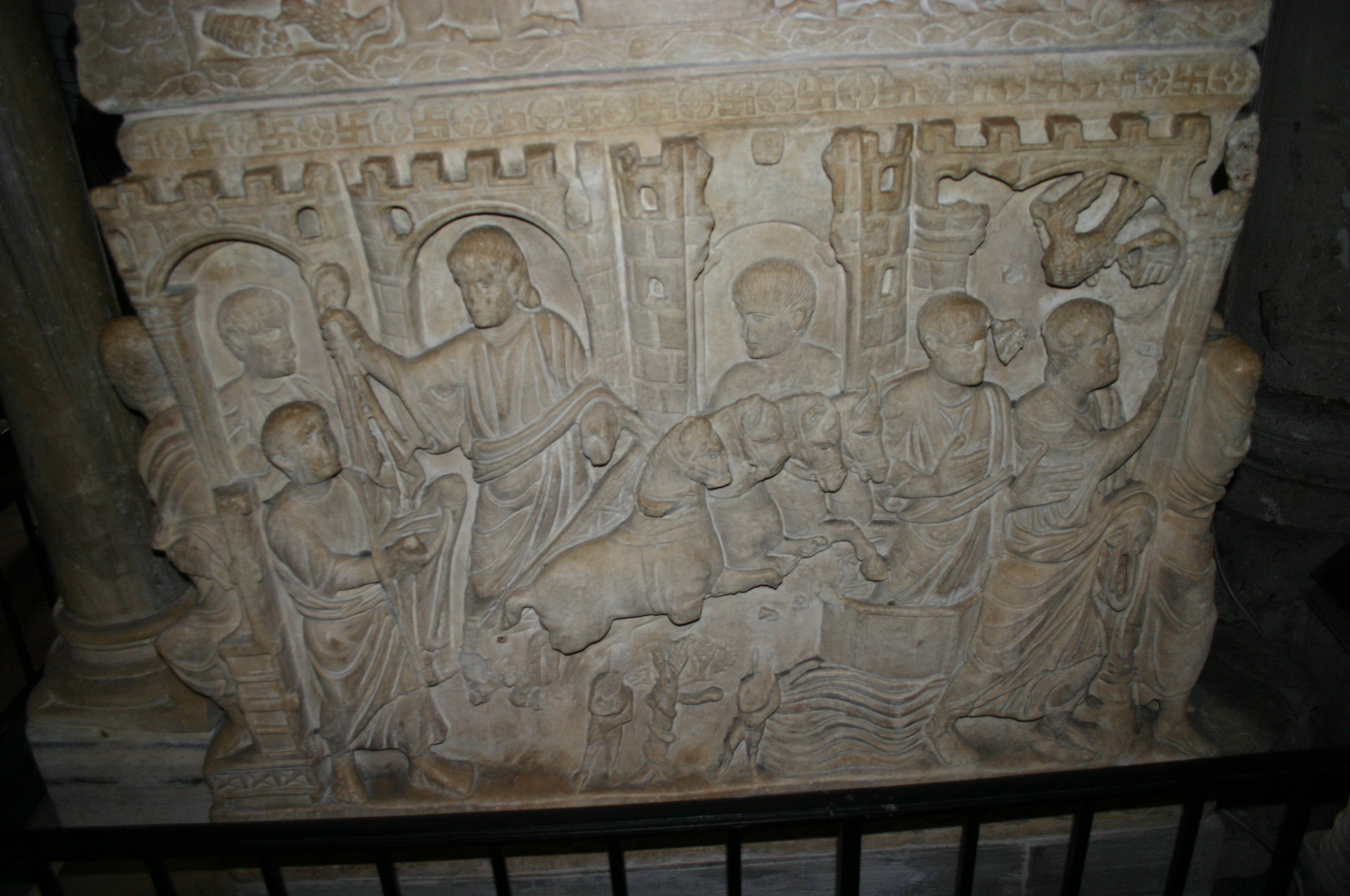
Пророк Ілля, здіймаючись у колісниці на небо, дає Єлисею свою плащаницю. Рельєф на давньоримському християнському саркофазі, IV століття, м. Мілан, Італія

Пророк Єлисей бачив, як пророк Ілля здійнявся на небо у вогняній колісниці. Після цього Єлисей отримав подвійну частку духа, цебто сили, Іллі.
| 4Цар.2:9 І сталося, як вони перейшли, то Ілля сказав до Єлисея: Проси, що маю зробити тобі, поки я буду взятий від тебе! І сказав Єлисей: Нехай же буде на мені подвійний твій дух!… |
У відповідь на його віру та на удар плащем не лише Йордан розділився перед ним, але й прийшли інші важливі діла. У школі пророків, до якої він був прийшов, йому виявили, що під час готування обіду з ярини до страви потрапила отрута. Обід був зіпсований. Однак Єлисей чудесно знешкодив отруту й учинив їжу безпечною.

### Джерело Єлисея
Люди Єрихона були жалілися, що вода в джерелі, яке живило їх, була гидка на смак, і він оздоровив воду, так що джерело стало відоме як джерело Єлисея і називається так до сьогодні.

### Чудо з глечиками оливи
Пророк Єлисей також допоміг бідній вдові — жінці з пророчих родів, та її синам, коли вона була звернулася до нього в своєму горі. Вона мала борг, і, згідно закону, її сини мусили служити позичальнику, доки борг не буде сплачений або доки не буде проголошений Ювілейний рік. Та позаяк вона була вдовою, то потребувала допомоги своїх синів вдома. Пророк був побачив її горе, виявив їй співчуття і допоміг — єдиною придатною для продажу річчю, яку вона мала в своєму домі — глечик оливи. Пророк сказав їй, щоб вона звернулася до сусідів і позичила весь порожній посуд, який могла дістати. Пророк сказав їй тоді його наповнити. І вона замкнула була двері за собою, а її сини подавали їй посуд, а вона наповнювала його оливою. І так дивно одним лиш глечиком оливи вона наповнила була всі посудини, а оливу вона потім змогла продати, і за отримані гроші заплатила борг і ще щось залишила собі.

### Воскресіння сина шунамитянки
У Біблії є оповідь про те, як Єлисея, коли той прийшов був до Шунама, то був гостинно прийнятий в родині однієї тутешньої багатої жінки, яка, пізнавши, що Єлисей — святий, укупі з чоловіком зробила йому малу муровану горницю, де б він зміг зупинятися. Будучи вдячним, Єлисей попросив свого слугу Ґехазі дізнати, чи не має доброзичлива господиня потреби в чомусь, що поліпшило б її добробут і що він міг би дати. Відповіддю було, що вона є бездітною. Скориставшись нагодою, пророк повідомив її, що вона матиме сина.
Це дитя росло, та під час польових жнив захворіло було від чогось, що нагадувало сонячний удар, і померло. Мати, виявляючи велику віру, була поклала мертве хлоп'я в кімнаті пророка, на його ліжко, і негайно, з поспіхом вирушила разом зі своїм слугою шукати пророка. Коли пророк через уста свого слуги запитав був: «Чи все гаразд?», вона мала досить віри сказати: «Усе гаразд»; і прийшовши до пророка, вона нагадала йому, що не просила була в нього сина, що це був дар; вона дала зрозуміти, що якщо тепер хлоп'я буде забране, то замість того, щоб бути даром і милістю для неї, це буде лише горем. Однак вона не сказала, що хлопець був помер, очевидно, геть довіряючи силі Божій, через пророка вона жадала збудити його навіть зі сну смерті. Пророк, також повний віри, передав був свою палицю в руки слуги, щоб її поклали на дитину; але мати не мала так багато віри в палицю, як в пророка, і не була б задоволена нічим іншим, окрім його приходу. Коли Єлисей був з'явився, він знайшов дитину мертвою, але ніщо не похитнуло його віри: він замкнув двері і молився до Творця на самоті. Та він не лише молився, він робив те, що повертає до тями, і що, нарешті, пробудило дитину зі сну смерті. Тоді він віддав дитину її матері, чия віра таким чином отримала нагороду.

### Зцілення Неємана

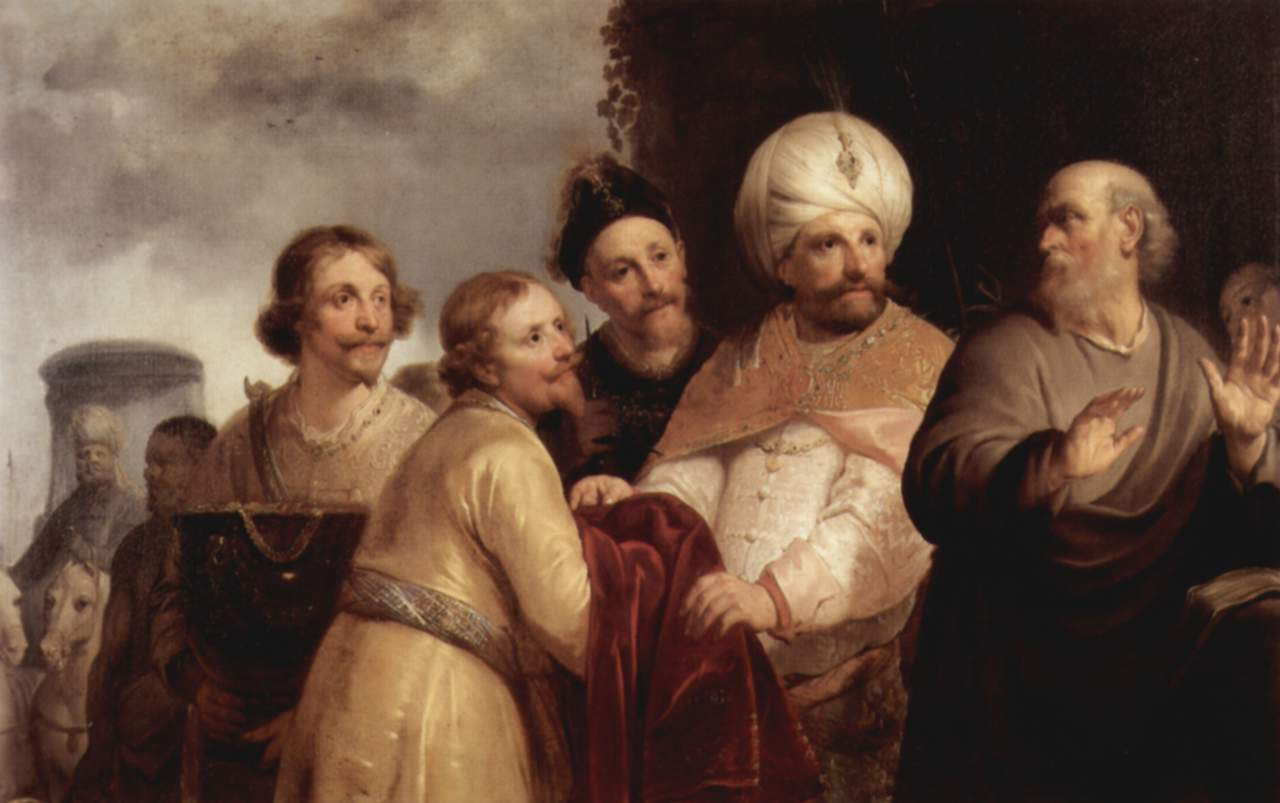
Пітер Франц де Ґреббер (1637): Єлисей відмовляється від дарунків Неємана

Сирійський воєначальник Неєман був хворим на проказу. Жінка Неємана мала в себе за служницю одну єврейку. Ця служниця сказала: «Якби мій пан побував був у пророка в Самарії, то він би вилікував його». Неємія вирушив до Єлисея з багатими подарунками. Пророк вислав до нього слугу і сказав: «Іди й обмийся сім разів у Йордані». Неєман зробив так і став здоровим. З великою вдячністю і радістю він повернувся до Єлисея і сказав: «Справді тепер я знаю, що нема правдивого Бога, крім Бога Ізраїльського. Прошу тебе, прийми від мене подарунки». Але Єлисей відмовився від подарунків.
Коли Неєман був уже в дорозі, побіг був за ним слуга Єлисея, на ім'я Гієзей, і, наздогнавши його, сказав: «Мій пан переказує таке: „Прийшли до мене два учні пророка і просять: дай їм один талант срібла і дві святкові одежі“». Неєман дав йому два таланти і дві святкові одежі. Гієзей повернувся був додому і заховав гроші і одяг. Як потім він прийшов був до Єлисея, то пророк запитав: «Звідки ти прийшов?» Слуга відповів, що він нікуди не був ходив. Тоді Єлисей сказав: «Чи дух мій був не при тім, коли чоловік зліз з воза і пішов тобі назустріч? Ти взяв срібло і одяг, але й проказа Неємана перейде на тебе». Коли слуга вийшов, усе тіло його було покрите струпами. До пророка Єлисея прийшов чоловік і приніс 12 ячмінних хлібів і мішок, повний зерна. Єлисей сказав своєму слузі: «Роздай, щоб усі наїлися». Слуга запитав: «Як можуть сто чоловік насититися тим?» Та Єлисей знову сказав: «Дай людям їсти. Побачиш, що ще залишиться». І слуга роздав. Як усі були попоїли, залишилися рештки. Так сталося, як сказав був Господь Бог через Єлисея.

## Смерть Єлисея

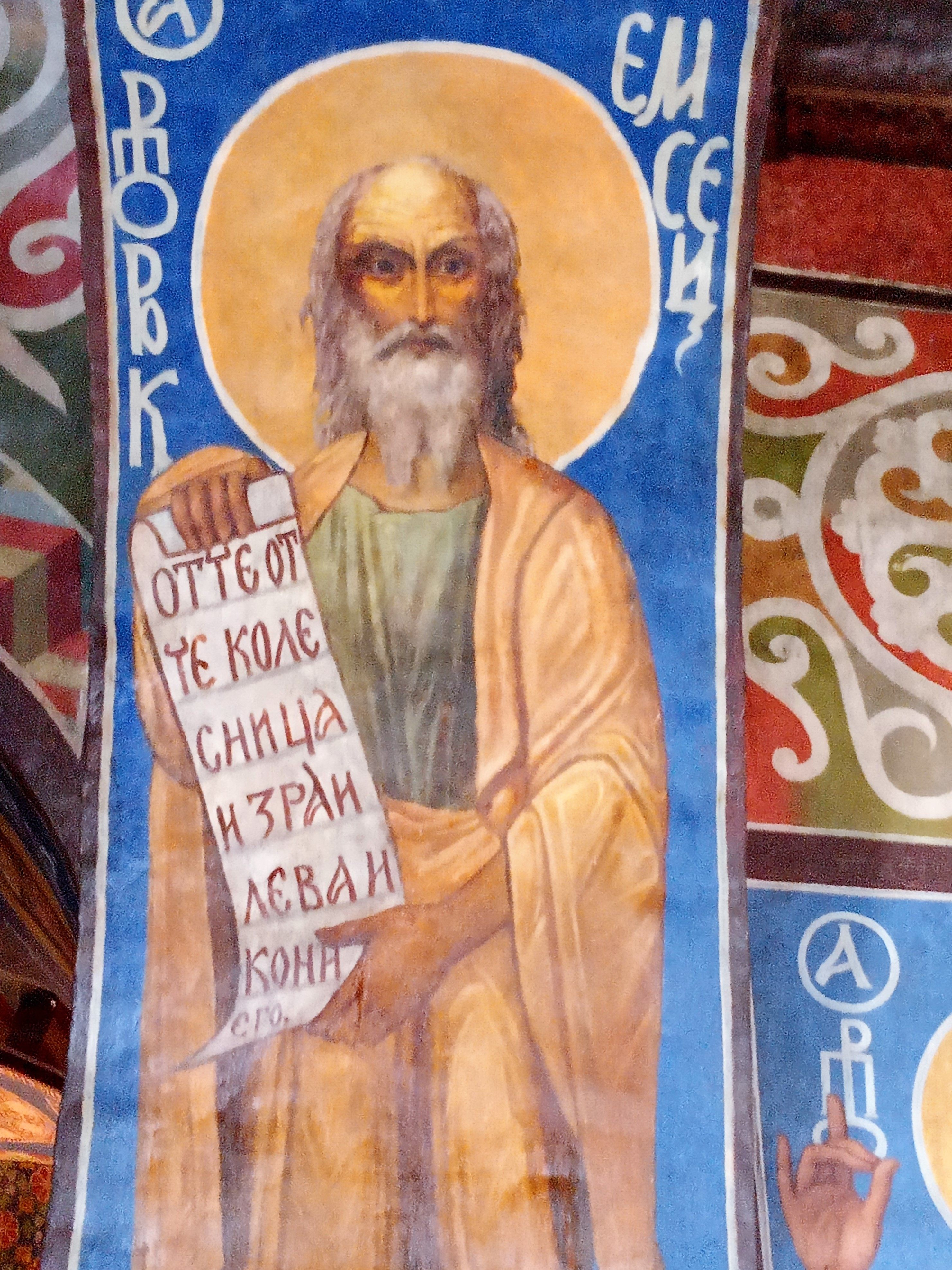
Пророк Єлисей. Фреска ХіХ ст.Кирилівська церква

Святий пророк Єлисей дожив до глибокої старості. Навіть після смерті сила творити чудеса не полишила його. Колись у печеру, у якій він був похований, були поклали небіжчика, і померлий воскрес (ІІ кн. Цар., гл. 2-7).
Розповідь про смерть Єлисея знаходимо в Біблії в 2 Книзі Царів, 13 главі, вірші 14-21 :
| 2Цар.13:14-21 А Єлисей заслаб на недугу, на яку й помер. І зійшов до нього Йоаш, Ізраїлів цар, і плакав над ним і говорив: Батьку мій, батьку мій, колеснице Ізраїлева та верхівці його! І сказав йому Єлисей: Візьми лука та стріли. І приніс той до нього лука та стріли. А він сказав Ізраїлевому цареві: Поклади свою руку на лук! І той поклав свою руку. А Єлисей поклав свої руки на руки цареві. І він сказав: Відчини вікно на схід! І той відчинив. І сказав Єлисей: Стріляй! І той вистрілив, а він сказав: Стріла спасіння Господнього, і стріла спасіння проти Сирії. І поб'єш ти Сирію в Афеку аж до кінця! І він сказав: Візьми стріли! І той узяв, а він сказав до Ізраїлевого царя: Удар по землі! І він ударив три рази та й став. І розгнівався на нього Божий чоловік і сказав: Коли б ти був ударив п'ять або шість раз, тоді побив би Сирію аж до кінця! А тепер тільки три рази поб'єш ти Сирію. І спочив Єлисей, і поховали його. А моавські орди прийшли до Краю наступного року. І сталося, як ховали одного чоловіка, то погребальники побачили ті орди, та й кинули того чоловіка до Єлисеєвого гробу. А коли впав і доторкнувся той чоловік до Єлисеєвих костей, то воскрес, і встав на ноги свої… (2 Цар. 13:14-21) |